# Kiril Milanov
Kiril Milanov (Dupnica, 17 settembre 1948 – 25 gennaio 2011) è stato un calciatore bulgaro, di ruolo attaccante.

## Carriera

### Club
Nella Coppa delle Coppe 1976-1977 ha realizzato 6 gol in Levski-Spartak Sofia-Reipas Lahti (12-2). Si tratta della miglior prestazione in una competizione internazionale UEFA, eguagliata solamente da Mascarenhas.

### Nazionale
Con la Nazionale bulgara ha preso parte ai Mondiali 1974.

## Palmarès

### Club
- Campionato bulgaro: 2

Levski Sofia: 1973-1974, 1976-1977
- Coppa di Bulgaria: 2

Levski Sofia: 1976-1977, 1977-1978

### Individuale
- Capocannoniere del campionato bulgaro: 1

1973-1974 (19 reti)
- Capocannoniere della Coppa delle Coppe: 1

1976-1977 (13 gol)

## Statistiche

### Cronologia presenze e reti in nazionale
| Cronologia completa delle presenze e delle reti in nazionale ― Bulgaria | Cronologia completa delle presenze e delle reti in nazionale ― Bulgaria | Cronologia completa delle presenze e delle reti in nazionale ― Bulgaria | Cronologia completa delle presenze e delle reti in nazionale ― Bulgaria | Cronologia completa delle presenze e delle reti in nazionale ― Bulgaria | Cronologia completa delle presenze e delle reti in nazionale ― Bulgaria | Cronologia completa delle presenze e delle reti in nazionale ― Bulgaria | Cronologia completa delle presenze e delle reti in nazionale ― Bulgaria |
| Data                                                                    | Città                                                                   | In casa                                                                 | Risultato                                                               | Ospiti                                                                  | Competizione                                                            | Reti                                                                    | Note                                                                    |
| ----------------------------------------------------------------------- | ----------------------------------------------------------------------- | ----------------------------------------------------------------------- | ----------------------------------------------------------------------- | ----------------------------------------------------------------------- | ----------------------------------------------------------------------- | ----------------------------------------------------------------------- | ----------------------------------------------------------------------- |
| 10-11-1971                                                              | Nantes                                                                  | Francia                                                                 | 2 – 1                                                                   | Bulgaria                                                                | Qual. Euro 1972                                                         | -                                                                       | 85’                                                                     |
| 10-11-1971                                                              | Sofia                                                                   | Bulgaria                                                                | 1 – 2                                                                   | Grecia                                                                  | Amichevole                                                              | -                                                                       | 61’                                                                     |
| 7-6-1972                                                                | Mosca                                                                   | Unione Sovietica                                                        | 1 – 0                                                                   | Bulgaria                                                                | Amichevole                                                              | -                                                                       | 86’                                                                     |
| 18-10-1972                                                              | Sofia                                                                   | Bulgaria                                                                | 3 – 0                                                                   | Irlanda del Nord                                                        | QMondiale                                                               | -                                                                       | 69’                                                                     |
| Totale                                                                  |                                                                         | Presenze                                                                | 4                                                                       |                                                                         | Reti                                                                    | 0                                                                       |                                                                         |